# Hector Servadac
Hector Servadac is een boek van de Franse schrijver Jules Verne. Het beschrijft de lotgevallen van een aantal personen die een reis op een komeet maken.

## Bijzonderheden
Verschillende nationaliteiten worden gekarikaturiseerd. De Russen en Fransen zijn nog het meest "normaal" in het boek. De Engelsen zijn onverstoorbaar en koppig. De Spanjaarden zijn lui. En de Duits-joodse Isaac Hakhabut wordt neergezet als een gluiperd, die bovendien gebruikmaakt van gewichten waarmee geknoeid is om klanten te bedriegen. Dit moet overigens wel worden gezien in de tijdgeest: antisemitisme tierde welig en Frankrijk had net een oorlog met Duitsland verloren.
Verder kent het boek een paar wetenschappelijke onjuistheden. De temperatuur zakt bijvoorbeeld niet verder dan -60°C, omdat men in 1874 dacht dat dat het absolute nulpunt was. Inmiddels is bekend dat het absolute nulpunt in werkelijkheid -273,15°C is. Ook is de komeet met een omtrek van 2300 kilometer en een doorsnede van 1160 kilometer veel groter en zwaarder dan alle planetoïden en kometen die bekend zijn. Verder is de luchtdruk op Gallia zo laag dat water al kookt bij 66°C. Bij een dergelijke luchtdruk zouden de bewoners echter hoogstwaarschijnlijk stikken.
Verder spreekt het boek over de Saharazee die door Frankrijk in Tunesië tot stand zou zijn gebracht, en een Australische Zee die de Britten als reactie hierop zouden hebben aangelegd. Inderdaad zijn verschillende plannen voor een Saharazee voorgesteld, maar hebben deze plannen het geen van allen verder gebracht dan de tekentafel.

## Het verhaal
Servadac is een in Algerije gestationeerde Franse officier. Op het moment dat het verhaal begint, daagt hij een Russische graaf Timascheff uit voor een duel om de gunsten van ene Madame de L. (ze kent geen van beiden nog persoonlijk, er zijn meerdere mededingers, maar het gaat om het principe!). Dit duel zal echter niet plaatsvinden: die nacht scheert een komeet langs de aarde en neemt een paar stukjes, een deel van de atmosfeer en zee, en Hector Servadac en een aantal anderen mee!
De dag erna merken Servadac en zijn ordonnans dat er wat mis is. De zwaartekracht is verminderd, geluid plant zich slechter voort, de horizon lijkt zich dichter bij te bevinden (oftewel de aardkromming is toegenomen), een groot deel van Algerije is in zee verdwenen (ze zijn ineens op een eiland, een losgerukt stuk Algerijns grondgebied ter grootte van Luxemburg) en de dagen en nachten duren slechts zes uur. Ook komt de zon ineens in het westen op en gaat hij in het oosten onder. De maan blijkt verdwenen en hoewel er zich de eerste nachten wel een grote heldere schijf vertoont is dit niet de maan, aangezien dit hemellichaam zelf een maan heeft. Servadac noemt het eiland Goerbi omdat zijn goerbi (hut) er staat.
De eerste maand is het ongewoon heet, met temperaturen tot 50°C. De zon is groter en helderder dan normaal en een botsing met Venus dreigt. Na een maand waarbij de temperatuur inmiddels weer daalt tot normaal wordt Servadac door Timascheff opgepikt, die met zijn privé-schoener eveneens door de komeet was gegrepen. Met de schoener verkennen ze de zee, en merken dat de oude landen op een paar punten na (het eiland Goerbi en stukjes van Gibraltar, het graf van Lodewijk de Heilige, La Maddalena, Formentera, Ceuta en een Provençaals stuk rivierbedding) verdwenen zijn en dat er nieuwe landen zijn: kale goudachtige rotsen. Ook de zeebodem blijkt uit een goudachtig stof te bestaan. Verder doen ze een aantal punten van de oude Aarde aan en ontmoeten andere mensen: Engelsen van Gibraltar, een Italiaans meisje op La Maddalena, een stel Spanjaarden, en een oude Duitse jood. Daar de temperatuur gestadig blijft dalen, moeten ze een onderkomen vinden tegen de kou. Ze vinden dat in een actieve vulkaan. De komeet doorkruist de planetoïdengordel en neemt de planetoïde Nerina mee, waardoor Gallia een eigen maan heeft.
Terwijl de zee bevriest en de temperatuur tot -25°C daalt, redden de bewoners op het laatste nippertje een geleerde, Palyrin Rosette, die hun uitlegt wat er aan de hand is. Ze bevinden zich op de komeet Gallia (vernoemd naar Frankrijk), die bestaat uit telluur en goud, en in een elliptische omloopbaan van 2 jaar rond de Zon draait. Volgens Rosettes berekeningen zal Gallia na 2 jaar de aarde opnieuw raken, en moet er in de tussentijd maar het beste van gemaakt worden. Dit verklaart ook de ongewone hitte gevolgd door de extreme kou: Gallia was eerst de zon genaderd tot binnen de baan van Venus en verwijdert zich nu weer.
De temperatuur daalt uiteindelijk naar -60°C, als de komeet Jupiter nadert. De reuzenplaneet vertoont zich dreigend en steeds groter aan het firmament en de angst heerst dat Gallia op Jupiter zal vallen of de aantrekkingskracht van Jupiter diens baan zal verstoren.
Op 1 januari viert de gemeenschap een feestelijk Nieuwjaar maar een ramp dreigt als de uitbarsting van de vulkaan stopt. De bewoners moeten zich noodgedwongen diep in de kraterpijp terugtrekken, honderden meters onder de grond. Op 15 januari gaat Gallia door zijn aphelium op 800 miljoen kilometer van de zon. Sombere eentonige maanden volgen, waarin de bewoners noodgedwongen in hun vulkanische catacomben moeten blijven en slechts de vulkaan verlaten om ijs voor drinkwater te halen.
In september en oktober begint de temperatuur weer merkbaar te stijgen en de bewoners komen vaker buiten. In november ondernemen Servadac en Ben-Zoef een schaatstocht om Ceuta te claimen voor Frankrijk, maar komen tot de ontdekking dat de Engelsen hen voor zijn geweest. Gallia raakt Nerina weer kwijt, en begin december ontdooit de zee en wordt het weer zeer heet. Halverwege december raakt een brokstuk van Gallia los, en zet een eigen koers voort. Dit brokstuk bevat Gibraltar en wat er met de Engelsen is gebeurd is niet bekend.
Uiteindelijk keert het gezelschap in een luchtballon terug naar de Aarde. Daar blijkt niemand iets te weten over een botsing tussen de Aarde en een ander hemellichaam (hoewel Servadac en zijn gezelschap wel twee jaar vermist waren), en de Algerijnse kust is ongeschonden. Madame de L. is inmiddels hertrouwd, waardoor Servadac en Timascheff de vriendschap die zich tussen hen had ontwikkeld kunnen voortzetten. Servadac adopteert Nina en Timascheff Pablo, en jaren later wonen de trotse pleegouders de bruiloft van Nina en Pablo bij.

## Personages
- Hector Servadac, een Franse officier in Algerije. Servadac is een kranig officier maar bezit 'niet meer dan het strikt noodzakelijke verstand'. Wanneer men zijn achternaam omdraait krijgt men 'cadavres', het Franse woord voor lijken. Aanvankelijk wilde Verne namelijk alle hoofdpersonen laten omkomen bij terugkeer naar de Aarde, maar zijn uitgever vond dit te zwartgallig en wilde een happy end.
- Ben-Zoef, Servadacs ordonnans. Hij is een dapper man die Servadacs leven al eens gered heeft bij een veldtocht, maar evenals zijn meerdere niet begiftigd met een groot verstand. Ben-Zoef noemt Servadac voortdurend gouverneur-generaal; eerst van Algerië en daarna van Gallia. Dit wekt de irritatie op van Rosette, die de komeet als zijn eigendom ziet. Ben-Zoef is afkomstig van Montmartre en schept hier voortdurend over op.
- Wassili Timascheff, een Russische graaf. Hij en Servadac zijn van plan te duelleren, maar de botsing met de komeet verijdelt dit. Timascheff is met zijn privé-schoener, de Dobryna, en bemanning op de komeet terechtgekomen en hij stelt de schoener dan ook ter beschikking voor een ontdekkingsreis.
- Luitenant Procopius, bevelhebber van de Dobryna.
- Isaac Hakhabut, een Duits-joodse handelaar. Hakhabut hangt het jodendom, christendom of islam aan wanneer het hem uitkomt, liegt en bedriegt om aan geld te komen en gebruikt daarvoor zelfs weeginstrumenten waarmee geknoeid is. Dit brengt hem in conflict met Palmyrin Rosette die deze gewichten als basis voor zijn berekeningen gebruikte en zich dus bijna misrekent. Het karakter Isaac Hakhabut kan gezien worden als een uiting van antisemitisme en germanofobie, en is heden ten dage een controversieel element in het boek.
- Kolonel Heneage Finch Murphy and Majoor Sir John Temple Oliphant zijn de bevelhebbende officieren over een klein stukje van Gibraltar dat met soldaten en al door de komeet was meegenomen. Ook kopen ze Ceuta van de Spanjaarden, zich niet realiserend dat zowel het betaalde geld als het stukje rots op de komeet niets waard zijn. Zij zijn koppig en onverstoorbaar en weigeren te luisteren naar de waarschuwingen van de Fransen over de aanstaande botsing met de aarde. Wellicht alleen al omdat de suggestie niet van een Engelsman afkomstig was.
- Palmyrin Rosette is de ontdekker van de komeet. Hij resideerde in een observatorium op Formentera dat ook werd 'gegrepen' door de komeet. Hij wordt gered door Servadac, aan wie hij toevallig lang geleden natuurkundeles had gegeven. Hij berekent de baan van de komeet. Hij ziet Gallia als zijn komeet en wil liever niet terug naar de Aarde, ook al kan hij niet in zijn eentje op de komeet overleven.
- Negrete is de leider van een groep Spanjaarden. Hij en zijn maten zijn lui en houden zich liever bezig met dansen dan met werken. Ze zaten op een eilandje overgebleven van Ceuta maar verkochten dit aan de Engelsen.
- Pablo is een Spaanse jongen, die bij de groep van Negrete vertoeft.
- Nina is een Italiaans meisje, gered van Maddalena. Lang na de gebeurtenissen, als ze volwassen is, trouwt ze met Pablo.

## Thema's
- Het belang van de wetenschap, verkenning van de ruimte en astronomie, dat wordt vertolkt door de figuur Palmyrin Rosette. Door zijn berekeningen kan de groep veilig thuiskomen.
- Homoseksualiteit, nog zeer verkapt beschreven en verweven in de kameraadschap tussen Hector Servadac enerzijds en luitenant Procopius en Ben-Zoef anderzijds.
- Antisemitisme via het personage Isaac Hakhabut. Dit maakte het verhaal, dat oorspronkelijk als feuilleton uitkwam, vanaf het begin reeds controversieel.
- vaderlandslievendheid en het verlangen naar het vaderland, zelfs als dat miljoenen kilometers verwijderd is. Hiermee samenhangend ook politiek; politieke disputen worden zelfs op Gallia voortgezet.
- Vooroordelen en karikaturen van verschillende naties. Het is opmerkelijk dat personen uit politiek minder geliefde landen als Duitsland en Engeland in het boek onsympathieker zijn, terwijl de Russen en Fransen als brave hardwerkende lieden worden neergezet.